# Neomelambrotus cristatus
Neomelambrotus cristatus is een insect uit de familie van de vlinderhaften (Ascalaphidae), die tot de orde netvleugeligen (Neuroptera) behoort. 
Neomelambrotus cristatus is voor het eerst wetenschappelijk beschreven door Kimmins in Tjeder in 1992.